# Roch Marc Christian Kaboré
Pour les articles homonymes, voir Kaboré.
Roch Marc Christian Kaboré, né le 25 avril 1957 à Ouagadougou, est un homme d'État burkinabé, président de la République du 29 décembre 2015 au 24 janvier 2022.
Économiste de formation, il est Premier ministre du Burkina Faso de 1994 à 1996, période pendant laquelle il gère la dévaluation historique du franc CFA, après avoir exercé plusieurs fonctions ministérielles. En 2002, il devient président de l’Assemblée nationale, poste qu'il occupe pendant dix ans.
Candidat du Mouvement du peuple pour le progrès (MPP) à l'élection présidentielle de 2015, il est élu dès le premier tour pour un mandat de cinq ans renouvelable une fois, avec 53,49 % des voix. En 2020, il est réélu pour un second mandat dès le premier tour avec 57,87 % des voix.
Lors du coup d'État de janvier 2022, il est arrêté par une garnison de militaires, puis renonce au pouvoir dans la foulée sous la pression de l'armée.

## Biographie

### Jeunesse et formation
Catholique, issu de l'ethnie mossi, Roch Marc Christian Kaboré est le fils de Charles Bila Kaboré et d'Antonine Kaboré, tous deux enseignants de formation. Charles Bila Kaboré est nommé conseiller technique du ministre de l’Intérieur et de la Sécurité en 1961, avant de devenir trésorier général de la Haute-Volta et membre du Conseil économique et social. D’octobre 1963 à décembre 1965, il occupe le poste de ministre des Finances, avant de prendre le ministère de la Santé publique jusqu’à la chute de la première République, en janvier 1966. Conseiller financier et secrétaire général de la présidence de la République jusqu’en 1975, Charles Bila Kaboré est nommé vice-gouverneur de la BCEAO (Banque centrale des États d’Afrique de l’Ouest) jusqu’en 1982. Il est ensuite conseiller technique puis secrétaire général de la présidence burkinabè avant de prendre sa retraite en 1985.
Roch Marc Christian Kaboré fait ses études à l'école primaire publique Centre A de Ouagadougou (actuelle école Paspanga) puis à Tougan jusqu’en février 1968. Il revient à Ouagadougou en CM2, à l'école primaire publique centre B, où il obtient le certificat d'études primaires élémentaires. Il fait ses études secondaires au collège Saint-Jean-Baptiste-de-la-Salle à Ouagadougou où il obtient en 1972 le BEPC. Il obtient le baccalauréat en 1975.
Il étudie les sciences économiques à l'université de Dijon en France, où il obtient, en 1979, une maîtrise en sciences économiques et gestion, puis en 1980, un DESS en gestion qui lui confère le Certificat d’aptitude en administration et gestion des entreprises.
Dès cette période, il milite au sein de la Fédération des étudiants d'Afrique noire en France (FEANF) qui est très active au moment des indépendances et promeut l'idée d'une Afrique unifiée.

### Vie privée
Roch Marc Christian Kaboré est marié à Adjoavi Sika Vovor et père de trois enfants.

### Début de carrière politique
Rentré au Burkina Faso, Roch Marc Christian Kaboré milite en pleine révolution au sein de l'Union des luttes communistes - reconstruite (ULC-R). Le 4 août 1983, Thomas Sankara prend la tête du Conseil de la Révolution et s'installe au pouvoir. L'année suivante, Kaboré, âgé de 27 ans, est nommé directeur général de la Banque internationale du Burkina (BIB), l'une des deux principales institutions financières du pays. Il occupe ce poste jusqu'en 1989, date à laquelle il est nommé par le chef de l'État, Blaise Compaoré, ministre des Transports et de la Communication. En 1990, il conserve son portefeuille et devient ministre d'État. En 1991, il devient ministre chargé de l’Action Gouvernementale. En mai 1992, il est élu député de la province du Kadiogo au sein de l'Organisation pour la Démocratie Populaire - Mouvement du travail (ODP-MT). Entre 1992 et 1993, il occupe successivement les postes de ministre des Finances, puis ministre chargé des Relations avec les institutions.
Le 11 janvier 1994, les autorités politiques africaines enclenchent la dévaluation du franc CFA qui devenait inéluctable. Très rapidement les premiers effets de la dévaluation se font ressentir, les prix à la consommation doublent du jour au lendemain. Devant cette situation, Blaise Compaoré nomme, le 22 mars 1996, Roch Marc Christian Kaboré au poste de Premier ministre, en comptant sur ses capacités à fédérer et apaiser des relations conflictuelles et sur son expérience de banquier pour atténuer les effets de la dévaluation.
Les remous de la dévaluation passés, Blaise Compaoré se sépare de son Premier ministre, qu'il relègue à un poste de conseiller spécial à la Présidence, le 6 février 1996.
Élu pour la première fois député de la province du Kadiogo en 1992, Roch Marc Christian Kaboré est réélu en mai 1997 et devient Premier vice-président de l'Assemblée des députés du Peuple (Assemblée nationale burkinabè). Il est reconduit lors des élections législatives de 2002 et le 6 juin de la même année, il remplace Mélégué Traoré à la présidence de l’Assemblée nationale. Le pays est alors agité par l’affaire Norbert Zongo. Ses qualités d’écoute et d’apaisement pour faire valoir la justice seront appréciées tant par la majorité que par l'opposition.

### Fonctions politiques
Secrétaire exécutif du Congrès pour la démocratie et le progrès (CDP), le parti au pouvoir depuis 1999, Roch Marc Christian Kaboré en devient le président en 2003. En 2011, l'armée organise une fronde et les populations se mobilisent contre la vie chère. L'exaspération monte parmi la population. Devant l’impossibilité de réformer le parti, Roch Marc Christian Kaboré annonce en 2012 son intention de ne pas briguer une nouvelle fois la tête du CDP.
Lors des vœux au parti, Roch Marc Christian Kaboré loue la « transition réussie au Niger qui force l'admiration » et félicite la « classe politique nigérienne » et les militaires qui ont permis la transition. Il rappelle également qu’au Maghreb, au Moyen-Orient, « le vent du printemps arabe a soufflé et emporté des régimes dont la stabilité semblait garantie ».

### Démission du CDP et création du MPP

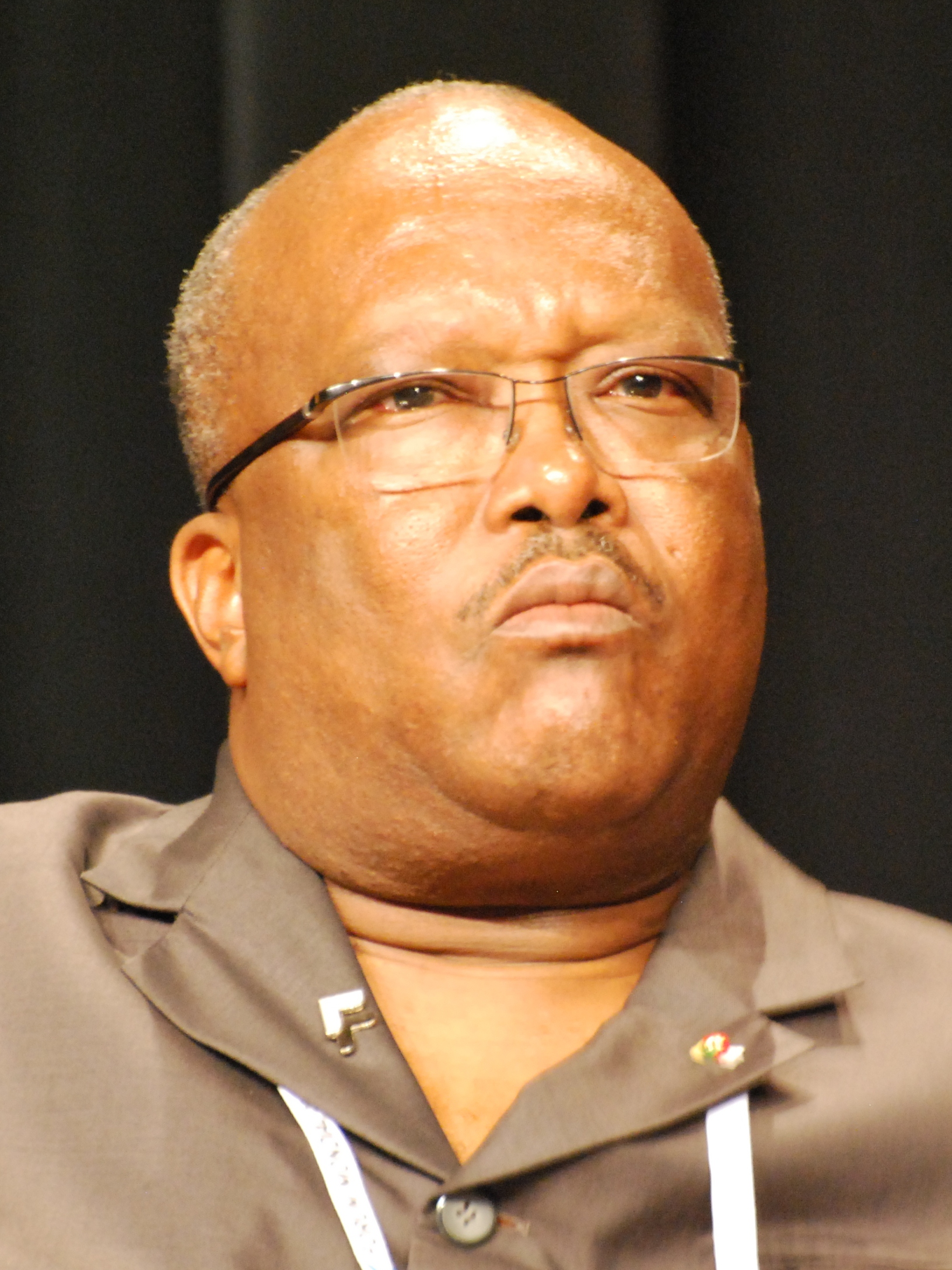
Roch Marc Christian Kaboré en 2012.

Au début des années 2010, Roch Marc Christian Kaboré est progressivement écarté[réf. nécessaire] alors que le CDP est remodelé autour des hommes de confiance de Blaise Compaoré, notamment Assimi Kouanda, fidèle parmi les fidèles, qui prend la présidence du parti en 2012. Survient ensuite la question de l'article 37 de la Constitution, qui interdit au président de se représenter en 2015 et qui amène Roch Marc Christian Kaboré à basculer définitivement dans l’opposition.
En 2012, Roch Marc Christian Kaboré quitte la direction du CDP comme il l’avait annoncé. Redevenu simple militant, il tente de dissuader le président de modifier l'article 37 de la Constitution.
Le jour de la fête de l’indépendance, le président de la République annonce lors de son discours au peuple que la modification de l'article 37 fera l'objet d’un référendum. Il prend la même position lors d’une visite à Paris.
Le 4 janvier 2014, Roch Marc Christian Kaboré et deux autres piliers du CDP, Simon Compaoré et Salif Diallo démissionnent en signant une lettre ouverte dans laquelle ils dénoncent la « caporalisation » du parti et « ses méthodes de gestion fondées sur l'exclusion ». Ils seront suivis le lendemain par 72 autres membres du parti.
Ils créent le Mouvement du peuple pour le progrès (MPP) et Roch Marc Christian Kaboré en prend la tête.

### De la chute de Blaise Compaoré à l'élection présidentielle de 2015
Le MPP rejoint les rangs de l'opposition et les mouvements de la société civile dès février 2014.
Les 30 et 31 octobre 2014, le peuple se soulève contre la modification de l’article 37 de la Constitution et chasse Blaise Compaoré du pouvoir.
Le 1er novembre, le lieutenant-colonel Yacouba Isaac Zida est nommé chef de l'État, avant qu'un accord sur les institutions de la transition ne soit signé entre l'armée, les partis d'opposition et la société civile, y compris ses représentants religieux.
Devant la montée du mécontentement, Isaac Zida s’engage à rendre le pouvoir à un civil. C’est ainsi que Michel Kafando est nommé président de transition. Le lieutenant-colonel Zida devient son Premier ministre. Ce gouvernement de transition a pour mission principale l'organisation et la bonne tenue des élections présidentielle et législatives qui se déroulent le 29 novembre 2015.
Roch Marc Christian Kaboré, candidat du MPP à l'élection présidentielle, a entamé début mars 2015 une grande tournée dans l'ensemble des 13 régions du Burkina Faso pour aller à la rencontre des populations et présenter son programme. Lors de la campagne présidentielle, il s’engage à valoriser le capital humain pour améliorer les conditions de vie des Burkinabè. Il déclare également vouloir stimuler les secteurs porteurs de l’économie et l'emploi.

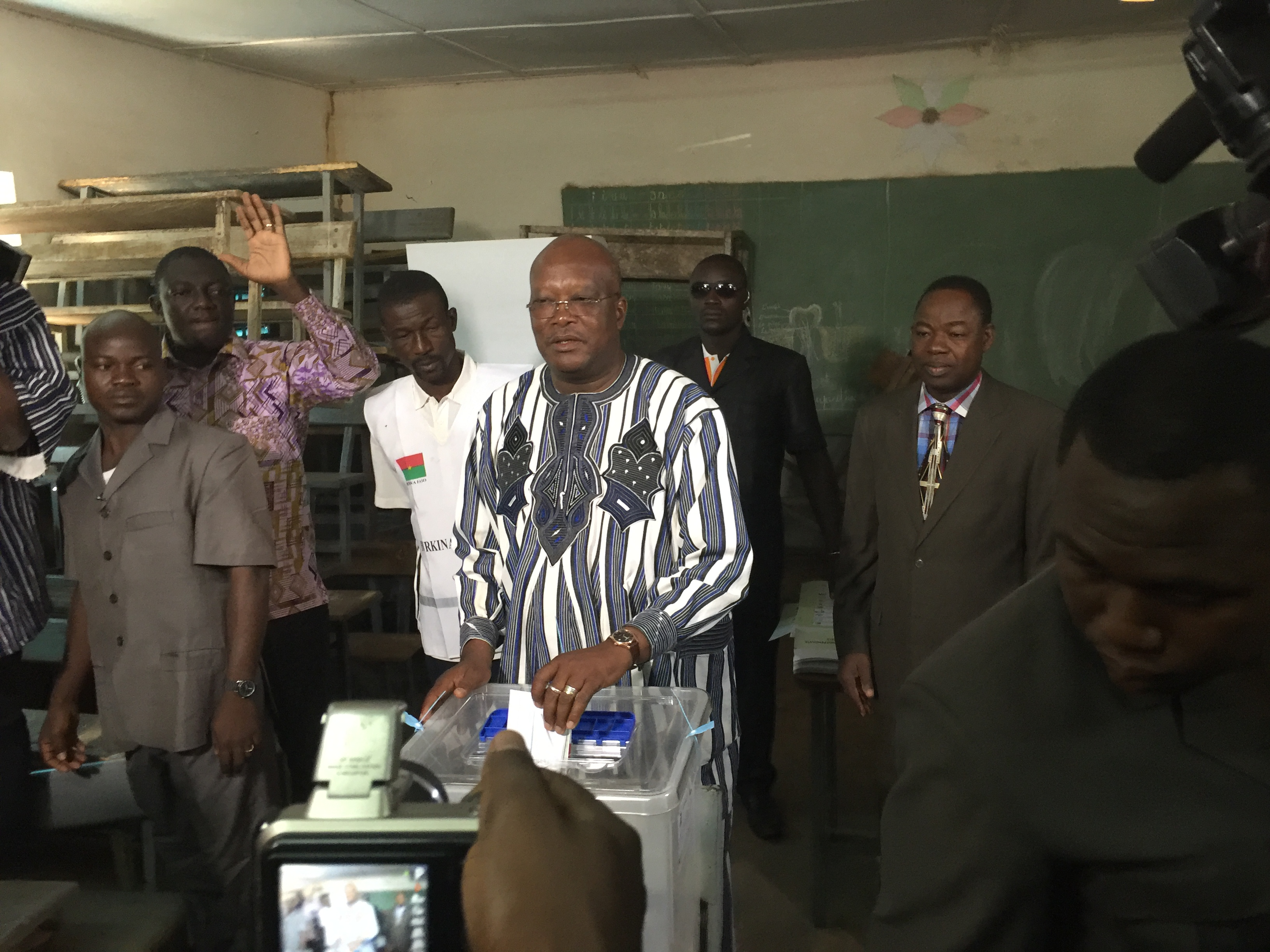
Roch Kaboré dépose son bulletin lors de l'élection présidentielle le 29 novembre 2015.

Le jour du scrutin, il totalise 53,49 % des voix, soit 1 668 169 suffrages. Il est ainsi élu président du Faso dès le premier tour, et reçoit rapidement les félicitations de son principal adversaire, Zéphirin Diabré.
Le 26 novembre 2020, il est réélu dès le premier tour avec 57,87 % des voix face à douze autres candidats dont notamment Eddie Komboïgo et Zéphirin Diabré.
Le 18 décembre 2020, le Conseil constitutionnel valide la réélection pour Roch Marc Christian Kaboré à un deuxième mandat.

## Président du Faso

### Investiture et premières mesures
Le 29 décembre 2015, Roch Marc Christian Kaboré est investi président de la République (président du Faso) et succède à Michel Kafando. Il est le neuvième président du Burkina Faso depuis son indépendance, et le troisième président civil après Maurice Yaméogo et Michel Kafando,.
Il prête serment au cours d'une cérémonie d'investiture au Palais des sports de Ouagadougou en présence de 5 000 officiels et partisans du nouveau régime. Plusieurs chefs d'État assistent à cette cérémonie d’investiture. Dans son discours solennel, Roch Marc Christian Kaboré met l’accent sur la restauration de l'autorité de l'État et la relance économique du pays.
Le 6 janvier 2016, il nomme Paul Kaba Thiéba, un ancien de la BCEAO, au poste de Premier ministre. Face à la gestion de la crise sécuritaire, il présente sa démission le 18 janvier 2019.
Le 21 janvier 2019, il nomme Christophe Marie Dabiré Premier ministre

### Exercice du pouvoir

#### Politique sécuritaire
Deux semaines après son élection, le président Kaboré fait face à sa première grave crise. Le 15 janvier, un restaurant et un hôtel du centre de Ouagadougou, notamment fréquenté par des expatriés, fait l’objet d’une attaque terroriste revendiquée par Al Qaida au Maghreb islamique (AQMI). Le bilan fait état de trente morts. Alors que les chancelleries du monde entier témoignent de leur solidarité avec le Burkina Faso, les forces de sécurité nationales sont mises en cause devant la facilité avec laquelle les trois assaillants ont manœuvré, pour leur temps de réaction ou pour la pauvreté du renseignement national.
Le Burkina Faso fait de nouveau l'objet d’attaques, notamment en septembre 2016, quand un poste douanier de Markoye, près du Niger, au nord du pays, fait deux morts. En juin de la même année, c’est un poste de police qui avait été attaqué près de la frontière malienne, faisant cette fois trois morts. Depuis 2015, sept attaques de postes de police ou de gendarmerie au total ont ainsi eu lieu dans le nord du Burkina, frontalier du Mali et du Niger. Les groupes armés peuvent avoir « profité du vide sécuritaire laissé après le départ de Blaise Compaoré en 2014 et l’élection d’un nouveau président treize mois plus tard », juge RFI, alors que les autorités soulignent de leur côté le pouvoir de nuisance dont disposerait encore l’ancien président burkinabè.
En réponse aux attaques terroristes, le Burkina Faso renforce rapidement la protection de ses sites à risque et crée l'Agence nationale de renseignement (ANR)  pour coordonner et approfondir la coopération avec les pays de la sous-région dans le cadre du « G5 du Sahel », cadre institutionnel créé en février 2014 qui regroupe le Burkina Faso, le Mali, la Mauritanie, le Niger et le Tchad.
Fin décembre 2016, le président Kaboré nomme le colonel-major Oumarou Sadou chef d'état-major général des Forces armées du Burkina Faso en remplacement du général Pingrenoma Zagré.
Au cours de sa première année de mandat, Roch Marc Christian Kaboré affirme à plusieurs reprises sa volonté de mener une lutte « implacable » contre le terrorisme. Il profite de son discours du nouvel an 2017 pour marquer la priorité sécuritaire du pays. S'exprimant à la télévision publique, il incite les populations « à faire corps » avec la « vaillante armée nationale » ainsi que « les forces de sécurité » qu'il faut « soutenir dans l'intérêt supérieur de la nation ».
Le 24 janvier 2017 à Niamey, le Burkina Faso, le Niger et le Mali décident de créer une force multinationale pour lutter contre l'insécurité dans la zone du Liptako-Gourma commune aux trois pays et menacée par des groupes terroristes. Elle s'inspire de la force multinationale mixte créée par le Niger, le Nigeria, le Tchad et le Cameroun contre Boko Haram dans le bassin du Lac Tchad. Roch Marc Christian Kaboré parle d'une « mutualisation des moyens » pour « mieux sécuriser » les frontières. « La Force multinationale mixte a beaucoup affaibli Boko Haram (…), il n'y a pas de raison qu'on ne s’en inspire pas au niveau des trois frontières qui concernent le Burkina Faso, le Mali et le Niger » déclare son homologue nigérien, Mahamadou Issoufou.

#### Politique étrangère

##### Voyages à l'étranger
En 2016, Roch Marc Christian Kaboré effectue 25 visites officielles à l’étranger, étant ainsi le quatrième chef d’État africain qui a le plus voyagé à l’étranger au cours de l’année.

##### Tensions avec la Côte d'Ivoire
L’autre crise à laquelle le président burkinabè fait rapidement face concerne son voisin ivoirien. Le 5 novembre, soit avant l’élection présidentielle du 29 novembre, éclate l’affaire des écoutes téléphoniques. Le président de l’Assemblée nationale ivoirienne, Guillaume Soro, est soupçonné — écoutes rendues publiques sur Internet à la clé — d’avoir eu une conversation avec l’ancien chef de la diplomatie du Burkina Faso, Djibrill Bassolé, proche de Blaise Compaoré, durant laquelle les deux hommes auraient comploté juste avant le coup d'État manqué de septembre 2015.
La justice du Burkina émet un mandat d’arrêt à l'encontre de Guillaume Soro, mais aussi bien le président burkinabè que son homologue ivoirien, Alassane Ouattara, indiquent vouloir privilégier le règlement de la question par la « voie diplomatique ». Une position affirmée le 29 janvier 2016, quand les deux hommes se rencontrent en marge du sommet de l’Union africaine (UA), à Addis-Abeba, puis en juillet de la même année, lors de la cinquième conférence des chefs d'État du Traité d'amitié et de coopération entre le Burkina Faso et la Côte d’Ivoire, organisée à Yamoussoukro.

#### Politique intérieure

##### Le plan national de développement économique et social (PNDES) 2016-2020
S'il est un secteur où le nouveau chef de l'État est attendu, c'est celui de l'économie. Le gouvernement met d'abord en œuvre des mesures sociales dans le cadre d'un programme présidentiel d'urgence. En juillet 2016, le gouvernement adopte le plan national de développement économique et social (PNDES). Inspiré du programme présidentiel, ce plan vise à « réformer les institutions et moderniser l’administration », « développer le capital humain » et « dynamiser les secteurs porteurs pour l'économie et les emplois », pour transformer structurellement l'économie et créer une croissance inclusive. L'objectif est d’atteindre un taux de croissance moyen de 7,7 % et de réduire le taux de pauvreté à 35 % d'ici à 2020.
Le coût global de la mise en œuvre du plan, qui fait la part belle aux partenariats publics-privés, est estimé à 15 395,4 milliards de francs CFA. Le financement sera assuré par l'État burkinabè à hauteur de 63,8 % et le besoin de financement présenté aux partenaires techniques et financiers (PTF) du Faso s'élève donc à 5 570,2 milliards de francs CFA.
Les 7 et 8 décembre 2016 se tient à Paris la Conférence des partenaires du Burkina Faso pour le financement du PNDES. À l'issue du premier jour de conférence, le gouvernement du Burkina Faso s'est vu promettre 12,2 milliards d'euros de la part de bailleurs de fonds tels que le FMI et la Banque mondiale. Au terme du second jour, le gouvernement annonce avoir reçu 16 milliards d'intentions de financement de la part des entreprises du secteur privé.
Le financement du secteur privé est concentré sur 80 projets dont quelques emblématiques tels que la construction de l'autoroute Ouagadougou-Yamoussoukro en Côte d'Ivoire, celle des pipelines Bolgatanga-Ouagadougou et Ferkessédougou-Ouagadougou ou encore celle du barrage hydroagricole et hydroélectrique de Ouessa, dans le sud-ouest du pays. Mais aussi la construction du centre hospitalier universitaire de Bobo-Dioulasso, dans le sud-ouest du pays, et d’un pôle de croissance à Bagré, dans le sud du Burkina. Le PNDES prévoit également la construction de 45 centres de formation professionnelles et de 13 lycées scientifiques.

##### Eau et assainissement
Le 31 mars 2016, Roch Marc Christian Kaboré lance le volet « eau et assainissement » de son programme présidentiel d’urgence. L’objectif affiché est d’atteindre « zéro corvée d’eau » d’ici à 2020 tel que le Président l'avait annoncé lors de la campagne.
Des milliers de forages et latrines doivent être réalisés sur l'ensemble du territoire national : en milieu rural et semi-urbain, les prévisions font état de 1 153 forages neufs, de 202 forages réhabilités, de 65 réseaux d'Adduction d’eau potable simplifiée (AEPS) neufs et de la réhabilitation de 19 AEPS.
Concernant l'assainissement, des réseaux de drainage et de traitement des eaux usées doivent être mis en place dans les principales villes du pays. En milieu rural, il est prévu de réaliser 35 297 latrines dont 324 dans les écoles, 41 blocs latrines destinés aux centres de santé, 92 blocs latrines publiques et 34 932 latrines familiales. Parallèlement, 15 000 latrines familiales, 125 latrines dans les écoles, 218 dans les lieux publics et 1 445 puisards doivent être réalisés en milieu urbain.

##### Santé
Le 2 mai 2016, le ministère de la Santé procède au lancement officiel des mesures de gratuité des soins au profit de la femme et de l'enfant de moins de 5 ans, dans le cadre du programme présidentiel d’urgence.
Les mesures concernent la gratuité des soins chez les enfants de moins de 5 ans, la gratuité des accouchements et des césariennes, la gratuité des soins chez la femme enceinte et après accouchement (durant 42 jours), la gratuité de la prise en charge des fistules obstétricales et la gratuité du dépistage des cancers du col de l'utérus et du sein chez la femme.

##### Éducation
Durant la campagne, Roch Marc Christian Kaboré s’était engagé à mettre fin aux « écoles sous paillote » dans les villes et dans les campagnes. En mai 2016, le Premier ministre lance les travaux de construction d’infrastructures éducatives au titre de l’année 2016 pour la résorption de 160 classes de classes sous-paillote. Paul Kaba Thiéba présente la question de l'éducation comme une priorité de son gouvernement. Il déclare alors : « Cela marque le démarrage d’un important programme de réalisations d’infrastructures scolaires pour nos enfants. La politique du gouvernement repose sur 3 piliers à savoir, la gouvernance, la croissance économique et la qualité des ressources humaines. On ne peut pas bâtir une nation sans une ressource humaine de qualité ».
Le ministre de l'Éducation nationale et de l'Alphabétisation, Jean-Martin Coulibaly, décline le programme de construction des infrastructures éducatives de 2016 : « Outre les 160 complexes programmés au titre de la résorption des classes sous paillote, 200 collèges d'enseignement général (CEG), 9 nouveaux lycées, 79 salles de classe pour la transformation de 33 CEG en lycées, 4 centres de formation technique et professionnelle seront construits. A cela, il faut ajouter, 2 lycées scientifiques, 2 lycées professionnels, 40 équipements de laboratoire et 20 forages au profit des lycées ». Le gouvernement annonce par ailleurs que 310 nouveaux collèges, 45 centres de formation technique et professionnelle, 20 lycées professionnels, 286 lycées et 13 lycées scientifiques dans les chefs-lieux de régions verront le jour d’ici 2020.

##### Emploi des jeunes
En 2016, le gouvernement lance plusieurs programmes à destination des jeunes pour lutter contre le chômage, selon le programme présidentiel.
En novembre, le Premier ministre Paul Kaba Thiéba procède au lancement du Programme d’insertion socioprofessionnelle de jeunes (PISJ) destiné à créer 13 500 emplois directs dont 11 000 emplois temporaires et 2 500 emplois permanents.
Pour pallier un déficit en enseignants au post primaire, le gouvernement lance également le programme « emplois-jeunes pour l'Éducation nationale » qui prévoit le recrutement de 4 200 jeunes diplômés,.

##### Énergie
Dès le début de son mandat, l'énergie solaire est présentée comme une priorité du président Kaboré. En octobre 2016, le gouvernement procède au lancement de l'Agence nationale des énergies renouvelables et de l'efficacité énergétique (ANEREE). Elle vise à favoriser l'exploitation des infrastructures solaires et thermiques, à promouvoir les bioénergies et à soutenir la politique générale de développement de l'énergie. Cette agence doit également abriter un institut des énergies renouvelables, des usines de montages du matériel solaire et un laboratoire de recherche appliquée et de contrôle.
La même année, les travaux de construction de deux centrales solaires sont lancés : il s'agit de la centrale de Zagtouli d’une capacité 33 MWH et de la centrale solaire de 20 MWH de Kona.

##### Infrastructures
Le 25 octobre 2016, Roch Marc Christian Kaboré lance officiellement les travaux de son programme quinquennal d'aménagement de 5 000 km de pistes rurales dans les 13 régions du Burkina Faso.
A cette occasion, le ministre des Infrastructures, Éric Bougouma, affirme que l’objectif de ce programme est de développer des infrastructures fiables, durables et accessibles pour permettre la transformation structurelle de l’économie, de réduire la pauvreté, de favoriser les échanges et la commercialisation des produits : « L’objectif principal du PNR (Programme National Routier) est d’assurer une meilleure connectivité intérieure du pays pour permettre une réduction des coûts de production et des pertes substantielles de produits agricoles périssables et pour garantir un meilleur accès aux marchés et aux services sociaux de base et aux centres touristiques. »
Le programme doit contribuer à créer plus de 11 700 emplois au profit des jeunes et des femmes qui vivent dans les zones de construction.

##### Projet de nouvelle Constitution pour une Cinquième République
Le président Roch Marc Christian Kaboré a installé le 29 septembre 2016 à Ouagadougou les membres d'une commission constitutionnelle qui doivent produire une nouvelle Constitution pour le passage du pays à la Ve République. Composée de 92 membres, elle comprend des représentants du chef de l’Etat, des partis politiques, de la société civile, des forces de défense et de sécurité, du monde rural et économique ainsi que des juristes et des défenseurs de l’environnement.
« Il nous faut des institutions fortes qui survivent à leurs géniteurs », déclare le président Kaboré à cette occasion, se réjouissant de tenir une de ses promesses électorales. Les Burkinabè se partagent quant à eux entre les citoyens qui jugent le remplacement de la Constitution actuelle, adoptée en 1991, prioritaire, et ceux qui la considèrent au contraire peu urgente. Tous reconnaissent néanmoins la symbolique qu’aurait une telle opération après l’insurrection populaire qui a renversé le régime de Blaise Compaoré.
Début novembre 2015, les députés du Conseil national de la transition (CNT), l’assemblée intérimaire mise en place après la chute de Blaise Compaoré, avaient déjà adopté un amendement constitutionnel qui verrouille le nombre de mandats présidentiels. Le rééquilibrage des pouvoirs et l’indépendance de la Justice sont deux des sujets de préoccupation du président dans le processus de réforme constitutionnelle qu’il a lancé.
Un avant-projet est initialement prévu pour février 2017, puis reporté. Il est finalement dévoilé le 14 novembre 2017. Le projet final est dévoilé le 28 décembre 2017.
Kaboré prévoit d'abord une adoption de la réforme constitutionnelle par voie parlementaire, moins coûteuse, en raison des difficultés financières du pays. Les consultations qu'il entreprend avec l'ensemble de la classe politique lui font néanmoins se ranger à l'option plus consensuelle d'un référendum populaire, à la suite de la demande de l'opposition et sur les conseils du Conseil constitutionnel.
Le 27 août 2018, la Commission électorale nationale indépendante annonce que le scrutin aura lieu le 24 mars 2019, à la suite d'une révision du fichier électoral qu'elle juge nécessaire. L'information est rapidement relayée dans les médias, mais démentie dès le lendemain par le gouvernement, le ministère de l’Administration territoriale déclarant qu’« aucune date n'est à ce jour officiellement arrêtée ». Dans un contexte d'attaques djihadistes à répétition, la date d'organisation du référendum n'est pas sujet à débat.
Le gouvernement réitère par ailleurs son engagement à soumettre la nouvelle constitution à référendum, lors d'un scrutin organisé au plus tard lors des élections présidentielles et législatives prévues en 2020. Le coût du scrutin, évalué à plus de 40 milliards de francs CFA (60 millions d'euros) rend probable une organisation simultanée. Le gouvernement songerait également à décaler les législatives afin de coupler présidentielle et référendum, puis législatives et municipales.
Après sa réélection lors de l'élection présidentielle de 2020 au Burkina Faso, Roch Marc Christian Kaboré annonce un référendum pour 2021. Une organisation au mois de mai est par la suite avancée par le Premier ministre Christophe Dabiré lors de son discours de politique générale à l'assemblée nationale, sans suites.

##### Lutte contre la corruption
Le président Kaboré a ordonné en septembre 2016 des poursuites contre le général Yacouba Isaac Zida pour « désertion en temps de paix et refus d'obtempérer ». L'ex-Premier ministre, devenu général de division à la fin de sa mission à la tête du gouvernement de la transition, avait demandé une permission pour se rendre au Canada auprès de sa famille, laquelle avait été signée par le président et ministre de la Défense. Celle-ci a pris fin depuis le 19 février 2016. Or, Yacouba Isaac Zida est cité dans plusieurs supposées malversations financières à la présidence du Faso et auprès des ministères et les autorités avaient plusieurs fois demandé au général de rentrer au pays pour se défendre.
En janvier 2017, le président Kaboré radie Isaac Zida de l'effectif des Forces armées nationales.

##### Réconciliation nationale
Roch Marc Christian Kaboré préside la cérémonie d’installation des membres du Haut Conseil pour la Réconciliation et l'Unité nationale (HCRUN) le 15 janvier 2016 à Ouagadougou. Composé de 21 membres, le HCRUN prend le relais de la Commission de la Réconciliation nationale et des Réformes (CRNR) qui a établi un inventaire exhaustif des crimes économiques et de sang de 1960 à ce jour qui n'ont jamais fait l'objet de règlement satisfaisant. Il a pour missions d’assurer entre autres, le traitement de plus de 5 065 dossiers déjà enregistrés ainsi que ceux en cours d’enregistrement. « Il est temps que les Burkinabè se parlent, non pas dans le cadre d'une tribune de vengeance ou de revendication de toute nature, mais dans le cadre d'une tribune de vérité comme facteur de réconciliation et de pardon, pour un mieux vivre ensemble » déclare le président Kaboré.
Interrogé par RFI sur le putsch de septembre 2015, le président se prononce en avril 2016 en faveur du triptyque vérité-justice-réconciliation : « Nous souhaitons que les questions de réconciliation se règlent sur la base du triptyque vérité-justice-réconciliation parce que je pense que sans vérité, on ne peut pas faire une véritable justice et sans justice, on ne peut pas demander de pardonner ».

##### Bonne gouvernance
Le gouvernement annonce le 30 mars 2016 avoir adopté un rapport sur le plafonnement des crédits de communications téléphoniques du chef de l'État, des ministres, et de différents présidents d'institutions ou d'administrations publiques, conformément aux engagements pris par le président Kaboré en faveur d'une rationalisation des dépenses publiques et d'une réduction du train de vie de l'État.
D'autres mesures symboliques sont également adoptées par le gouvernement, notamment un décret sur la réglementation générale de l'utilisation des véhicules de l'État et des organismes publics, qui vise à « optimiser l'utilisation et à rationaliser la gestion des véhicules » étatiques. Un rapport portant sur les mesures d'économie des dépenses de consommation d'eau, d'électricité et de téléphone des administrations publiques a aussi été approuvé par le Conseil des ministres. L'objectif est de réduire les factures dans les différents ministères et de faire des économies dans le budget de l'État.

### Renversement
Le 14 novembre 2021, les djihadistes d'Ansarul Islam attaquent la garnison d'Inata, dans la province du Soum au nord du pays, et tuent 53 militaires et 4 civils. Cette cuisante défaite pour l'armée burkinabè entraîne des manifestations contre le gouvernement et le président Kaboré dont les protestataires réclament le départ car les militaires n'étaient plus approvisionnés en nourriture depuis deux semaines.
Plus généralement, les manifestants dénoncent l'incapacité du gouvernement et de l'armée à lutter efficacement contre les djihadistes et assurer la sécurité de la population,,.
Christophe Dabiré présente la démission du gouvernement le 8 décembre 2021 et Kaboré l'accepte. Kaboré nomme Lassina Zerbo Premier ministre du Burkina Faso le 10 décembre.
Le coup d'État débute le 23 janvier 2022 par une mutinerie de soldats demandant le limogeage du chef d'état-major. Elle se transforme le lendemain en putsch avec l'arrestation puis le renversement du président Roch Marc Christian Kaboré et la suspension de la Constitution.
Le lieutenant-colonel Paul-Henri Sandaogo Damiba devient de fait le nouveau chef de l'État,,. Sa démission est annoncée quelques heures plus tard par la télévision publique. Selon le président de la Côte d'Ivoire Alassane Ouattara qui affirme l'avoir dissuadé dans l'après-midi à l'idée de renoncer à ses fonctions, il considérait « que sa démission était la seule chose à faire, car il n’était pas venu en politique pour créer des tueries au sein de ses compatriotes ». Refusant une confrontation dans le pays, il refuse la proposition de l'état-major de mater les putschistes puis démissionne pour prévenir un tel affrontement entre les deux factions.
Dans les semaines qui suivent, Roch Marc Christian Kaboré est « déplacé à plusieurs reprises avec des conditions de détention de plus en plus durcies » déclare Alassane Bala Sakandé, président de son parti, le Mouvement du peuple pour le progrès, qui demande sa libération.
La libération de Roch Marc Christian Kaboré est annoncée par le gouvernement le 6 avril 2022. Kaboré regagne son domicile toutefois celui-ci est toujours gardé par des militaires,. Le gouvernement présente la présence de ces militaires comme un moyen de « garantir la sécurité » de Kaboré alors que le MPP dénonce des « restrictions de liberté », comme la liberté de mouvement, de s'exprimer et de reçevoir qui il souhaite,.
En juillet 2022, la veille d'une réunion de la CEDEAO sur la situation au Burkina, le gouvernement « réaffirme » que Kaboré jouit d'une « liberté totale ». Les proches de Kaboré considèrent que cette liberté est désormais réelle,.

## Hommages et distinctions

### Décorations nationales
- Collier et grand-croix de l'ordre national du Burkina Faso (2015)
- Grand officier de l'ordre National
- Commandeur de l'ordre National

### Décorations étrangères
- Grand-croix de l'ordre de la Pléiade, ordre de la Francophonie et du dialogue des cultures.

### Distinctions
- Docteur honoris causa de l'université de Bourgogne-Franche-Comté (2018)